# Herbert Silberer
Herbert Silberer, né le 28 février 1882 à Vienne où il se suicide le 12 janvier 1923, était un psychanalyste autodidacte autrichien. 

## Biographie
Il s'est d'abord intéressé à la psychanalyse sur un plan personnel puis il s'est fait connaître à Sigmund Freud pour un texte qui a été publié dans le Jahrbuch en 1909. Il est devenu membre de la Société psychanalytique de Vienne en 1910 et s'est fait connaître par son travail sur le symbolisme. À partir de cette date, ses intérêts se sont tournés vers la mystique et l'ésotérisme, et en 1914, il adresse à Papus une demande écrite pour l'obtention d'une charte afin de créer une loge martiniste. Pour l'historien Paul Roazen son suicide serait lié au rejet que Freud manifestait à l'égard de ses idées et à son refus de le recevoir, mais cette version est contestée par ailleurs, notamment par Bernd Nitzschke (de) qui estime que le mauvais accueil fait à une communication de Silberer à la Société de psychanalyse a pu le déstabiliser, tout en indiquant le côté inattendu de la décision de Silberer.

## Précurseur des travaux de Carl Gustav Jung
En 1914, Silberer a écrit Probleme der Mystik und ihrer Symbolik (Problèmes du mysticisme et de ses symboles), un livre sur les rapports entre la psychologie, le mysticisme et les traditions ésotériques (particulièrement les traditions occidentales et chrétiennes comme l'hermétisme, l'alchimie, la franc-maçonnerie et le rosicrucianisme. Certaines de ses idées seront reprises par Carl Gustav Jung qui s'en est notamment inspiré pour son livre Psychologie et alchimie. Silberer a identifié des études antérieures sur l'alchimie (par exemple celles des écrivains du XIXe siècle Ethan Allen Hitchcock, qui développe la thèse selon laquelle l'alchimie n'aurait pas pour but de changer le plomb en or mais d'afficher une recherche symbolique, indirecte, de la richesse spirituelle, à travers les métaux, et le français N. Landur, collaborateur du périodique scientifique L'Institut) comme étant celles qui ont ouvert la voie de ses propres travaux. Il a été le premier à considérer l'alchimie comme un mouvement spirituel psychologiquement intéressant. Silberer mentionne aussi favorablement le concept d'inconscient collectif de Jung.

## Œuvres
- (de) Probleme der Mystik und ihrer Symbolik, Darmstadt : Wissenschaftliche Buchgesellschaft, 1969.
- Report on a method of eliciting and observing certain symbolic hallucination phenomena, 1909, extraits traduits et inclus sous le titre (chapitre) «Deux approches du symbolisme : H. Silberer et Ernest Jones», p. 101-128, in Les rêves:  Voie royale de l'inconscient, Tchou, 1979  (ISBN 2-7107-0157-X)